# Skřipová
Skřipová (németül: Krippau) Vrbice településrésze Csehországban a Karlovy Vary-i kerület Karlovy Vary-i járásában. Központi községétől 2,5 km-re délnyugatra fekszik. A 2001-es népszámlálási adatok szerint 6 lakóháza és 3 lakosa van.

## Népesség
| Lakosok száma | 70   | 78   | 69   | 73   | 99   | 19   | 35   | 6    | 3    | 9    |
|               | 1869 | 1890 | 1900 | 1921 | 1930 | 1961 | 1970 | 1991 | 2001 | 2021 |